# Bis(benzol)chrom
Bis(benzol)chrom (genau: Bis(η6-benzol)chrom(0)) oder auch Dibenzolchrom ist die organometallische Verbindung mit der Summenformel Cr(C6H6)2.
Bis(benzol)chrom ist ein brauner bis schwarzer, kristalliner Feststoff. Es ist empfindlich gegenüber Sauerstoff und muss deshalb unter Schutzgas gehandhabt werden.
Das Chromatom wird durch zwei parallele Moleküle Benzol jeweils sechsfach koordiniert (η6). Es handelt sich um den Prototyp eines Bis(aren)metall-Komplexes und spielte eine wichtige Rolle bei der Entwicklung der Sandwichkomplexe in der Metallorganischen Chemie. Die Struktur ähnelt stark der Sandwichstruktur der Metallocene (Chromocen).

## Geschichte
Bis(benzol)chrom wurde erstmals 1955 von Ernst Otto Fischer und Walter Hafner hergestellt und in derselben Forschungsgruppe von Erwin  Weiß röntgenstrukturanalytisch charakterisiert ("Doppelkegelstruktur"). Die verwendete Methode wird deshalb auch als „Fischer-Hafner-Methode“ bezeichnet. E. O. Fischer erhielt 1973 zusammen mit Geoffrey Wilkinson den Nobelpreis für Chemie für seine Arbeit über die Chemie der Sandwichverbindungen (Aufklärung der Struktur von Ferrocen und die Synthese von Bis(benzol)chrom). Eine Probe Bis(benzol)chrom gehört zum Inventar des Deutschen Museums Bonn.

## Gewinnung und Darstellung

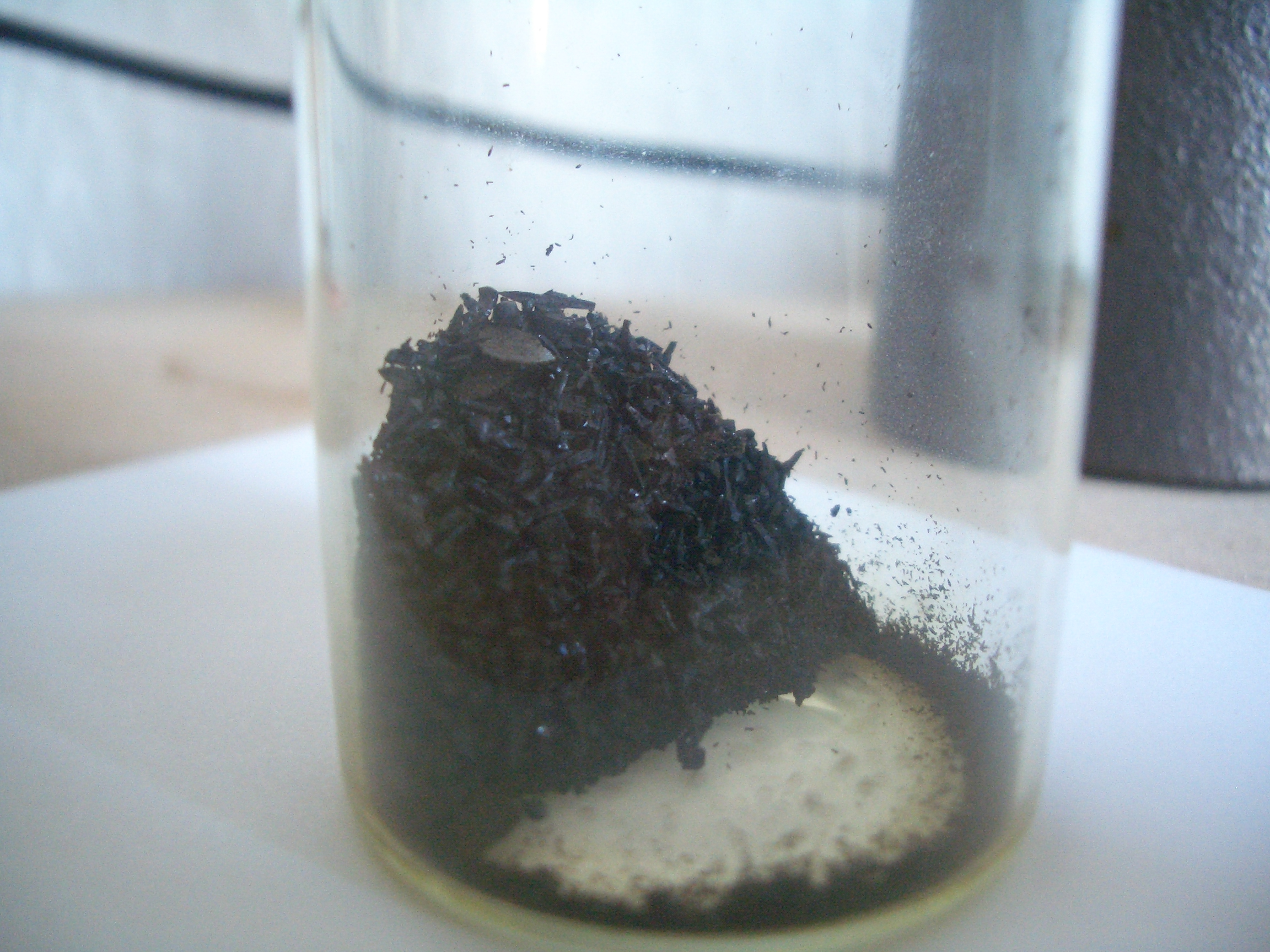
Sublimierte Kristalle unter Schutzgas

Die Synthese von Bis(benzol)chrom erfordert Sauerstoff-freie Arbeitsmethoden (vgl. Schlenktechnik). Bei der zuerst durchgeführten Synthese, der heute als Fischer-Hafner-Methode bezeichneten Reaktion (auch als reduktive Friedel-Crafts-Methode bezeichnet), reagieren Chrom(III)-chlorid, Aluminium und Benzol in Gegenwart von Aluminiumchlorid. Das so dargestellte luftstabile Kation wird in einem weiteren Schritt mit Natriumdithionit zum Bis(benzol)chrom reduziert.
{\displaystyle {\ce {CrCl3 + {\frac {2}{3}}Al + AlCl3 + 2C6H6 -> [Cr(C6H6)2]AlCl4 + {\frac {2}{3}}AlCl3}}}
{\displaystyle {\ce {[Cr(C6H6)2]AlCl4 + {\frac {1}{2}}Na2S2O4 -> [Cr(C6H6)2] + NaAlCl4 + SO2 ^}}}

## Eigenschaften

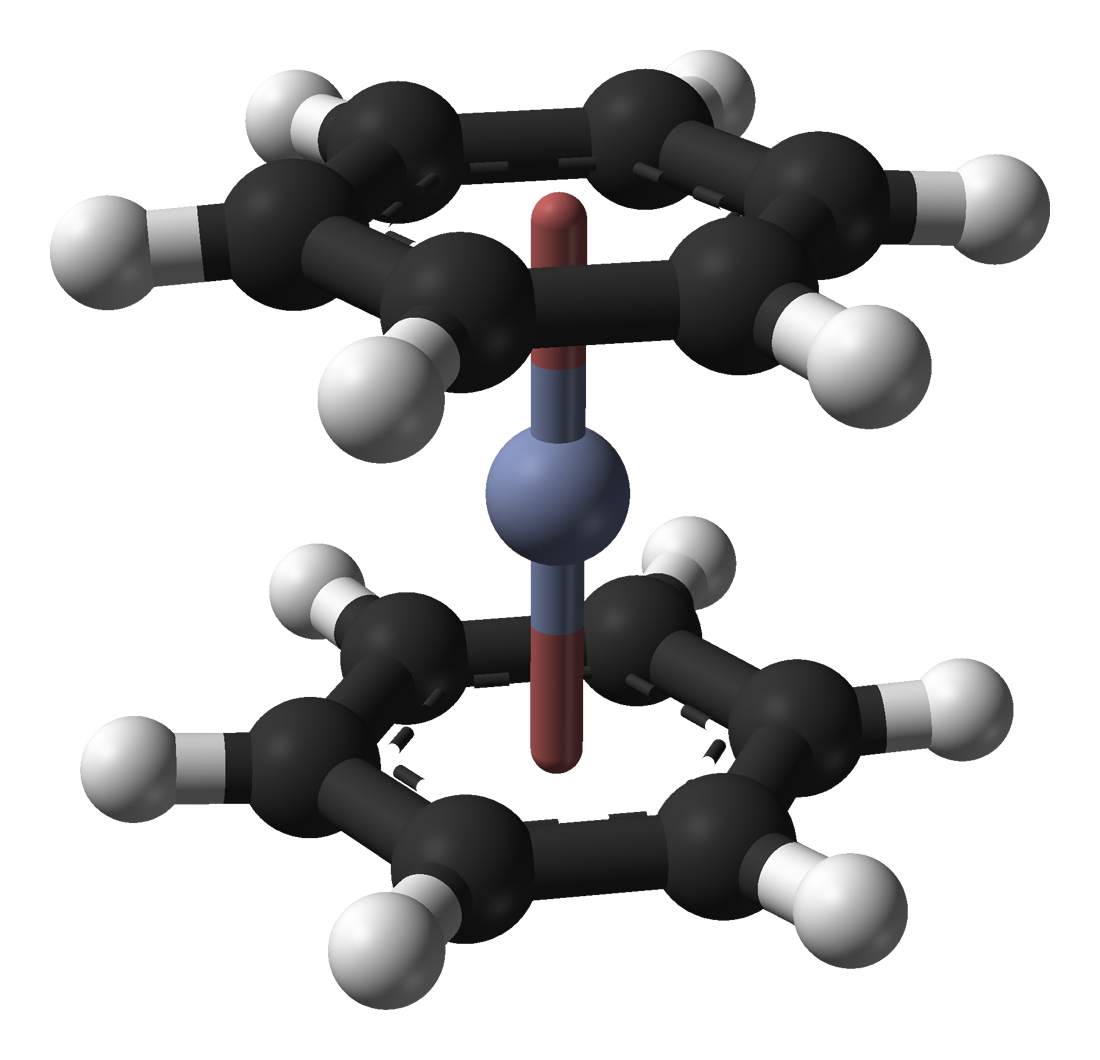
Festkörperstruktur des Bis(benzol)chrom aus Röntgenbeugungsdaten

### Physikalische Eigenschaften
Bis(benzol)chrom (18 Valenzelektronen) besitzt keine ungepaarten Elektronen und entsprechend kein magnetisches Moment. Das Kation (17 Valenzelektronen) besitzt ein ungepaartes Elektron und ein magnetisches Moment von 1,77 Bohrschen Magnetonen.
Wie in der dargestellten Festkörperstruktur zu sehen liegt Bis(benzol)chrom im Kristall in einer ekliptischen Konformation vor.

### Chemische Eigenschaften
Bis(benzol)chrom reagiert mit Carbonsäuren zu Chrom(II)-carboxylaten, wie z. B. Chrom(II)-acetat mit einer Cr/Cr-Vierfachbindung.
Die Oxidation von Bis(benzol)chrom, z. B. durch Sauerstoff, führt zum grünfarbenen Kation [Cr(C6H6)2]+. Durch Carbonylierung wird der Halbsandwichkomplex η6-Benzol(tricarbonyl)chrom gebildet.

## Verwendung
Bis(benzol)chrom wird in der Organischen Synthese als Katalysator zur Dehydrierung verwendet.